# Раздобаркин, Максим Никитович
Макси́м Ники́тович Раздобаркин (28 августа 1905 - 29 сентября 1995) — организатор промышленного производства, директор заводов.
Родился 28 августа 1905 года в Ростове-на-Дону в семье кузнеца. С 14 лет работал посыльным на главпочтамте, подручным слесаря, помощником шофера, электромонтером трамвайных мастерских.
Окончил Ростовский механико-машиностроительный институт (1930—1935). Работал на Луганском (Ворошиловградском) тепловозостроительном заводе им. Октябрьской Революции в должностях: мастер, старший мастер, начальник цеха, главный инженер.
С 1938 по август 1939 г. директор Уральского вагоностроительного завода (Нижний Тагил). Снят с должности за срыв плана выпуска вагонов и миллионные убытки, и отозван в Москву.
С 1940 г. директор паровозостроительного завода «Красный Профинтерн», г. Бежица Брянской области (сейчас — микрорайон Брянска). В августе-сентябре 1941 года руководил эвакуацией завода в Красноярск (было сформировано и отправлено свыше семи с половиной тысяч вагонов). На базе этого оборудования был построен «Сибтяжмаш», на котором Раздобаркин работал главным инженером.
После освобождения Бежицы отозван туда для строительства нового завода. Затем назначен директором Подольского машиностроительного завода.
С 8 декабря 1953 по 1963 г. первый директор Белгородского котлостроительного завода. Ушёл с директорского поста после двух инфарктов, но еще более десяти лет руководил областным центром научно-технической информации.
Награждён двумя орденами Трудового Красного Знамени, орденом Красной Звезды, медалями, тремя благодарностями Государственного комитета обороны, знаками «Почётный железнодорожник», «Почётный работник минэнергомаша СССР». Почётный гражданин города Белгорода.